# Францішек Цетнер
Франці́шек Це́тнер гербу Пшерова (пол. Franciszek Cetner; пом. 5 січня 1732, Острів) — польський шляхтич, військовик та урядник Корони Польської в Республіці Обох Націй (Речі Посполитій), смоленський воєвода. Представник роду Цетнерів.

## Життєпис
Син львівського старости Яна Цетнера та його дружини Зофії Анни з Даниловичів — підчашанки коронної (донька Миколи Даниловича, пом. бл. 1676 р.). Каспер Несецький ТІ помилково стверджував, що його батьком був Александер Цетнер, теребовельський і щуровицький староста[джерело?].
Брав активну участь у громадському й політичному житті Львівської землі, Руського воєводства. З 1702 року — кам'янський староста. Також того року його обрали на «вишенському генералі» до скарбового суду; багато разів був послом від Вишенського сеймику до короля, примаса, гетьманів. Пізніше був членом комісії з випровадження «ауксиліярних» військ із Польщі. 1712 року обраний послом на сейм від Львівської землі. У 1714 році став смоленським воєводою, але надалі брав участь у житті Львівської землі. У 1725 р. був директором суду «боні ордініс» Львівської земли. 1727 року отримав Вербельське староство. В 1702—1703 роках отримав листи для найму панцерних корогв.

### Сім'я
Перша дружина — Анна з Ходоровських, львівська підкоморянка — яка привнесла йому чимале віно; підписувався також на Ходорові та Острові. Мали доньку Анелю (у чернецтві — Зофія) — фундаторку і настоятельку костелу і монастиря сакраменток у Львові.
Друга дружина — люблінська воєводичка Анна з Тарлів. Діти:
- Францішка — дружина подільського воєводи Міхала Жевуського,
- Ян — староста жидачівський, кам'янський (пол. kamionacki), генерал королівської армії, кухмістр великий коронний; у 1727, 1730 роках отримав згоду («консенс») короля на передачу йому Кам'янського і Вербельського староств від батька.